# Linn Duachaill
Linn Duachaill war ein Longphort (Anlegeplatz) der Wikinger in der Nähe von Annagassan, südlich von Dundalk im County Louth in Irland. Der Wikinger Turgesius soll Dubh Linn  (Dublin) und Linn Duachaill gegründet haben. Drei weitere irische Plätze werden als Longphorts (irisch longphoirt) angesehen – Athlunkard (irisch Áth Longfoirt) im County Clare, Dunrally Fort im County Laois und Woodstown in der Nähe von Waterford. Linn Duachaill wird in den irischen Annalen der 840er Jahre erwähnt. 
Linn Duachaill wurde im Jahre 841 gleichzeitig mit dem Winterlager (Vinterlejr) von Dubh Linn errichtet. Im Gegensatz zu Dublin wurde die 150 ha große Siedlung jedoch aufgegeben. 50 Jahre lang war Linn Duachaill einer der Ausgangspunkte für Überfälle in Nordirland und Großbritannien. 891 wurden die Wikinger von lokalen irischen Herrschern vertrieben. 20 Jahre später kehrten sie zurück; Linn Duachaill scheint anschließend bis etwa 927 als Flottenbasis verwendet worden zu sein. In seiner Frühphase scheint es mit Dublin um die führende Rolle als Flottenbasis an der Ostküste Irlands konkurriert zu haben. Allerdings war die Lage offenbar für die Entwicklung einer Siedlung ungünstig und sie wurde schließlich aufgegeben.
Linn Duachaill wurde im Jahr 2010 auf einer ebenen Fläche am River Glyde entdeckt, nachdem Archäologen und Geophysiker zwischen 2005 und 2007 ein Muster gerader Gräben fanden, das im Gegensatz zu den runden Forts der Iren stand. Drei Testgräben wurden ausgehoben; dabei fand das Team um den Archäologen Mark Clinton ein Erdwerk, bestehend aus einem Wall und einem tiefen Graben, das den Platz auf einer Seite schützte, während die anderen Seiten durch den Fluss Glyde und die irische See gesichert wurden. Zu den Funden gehören eine Brosche, ein Spinnwirtel, eine Waage, der Teil eines menschlichen Schädels, Schiffsnieten, ein Stück Silberkelch und andere Metallarbeiten.